# فرشته شهر (فیلم)
فرشته شهر (به انگلیسی: Angel Town) یک فیلم رزمی آمریکایی محصول سال ۱۹۹۰ به کارگردانی اریک کارسون با بازی اولیویه گرونرکه اولین فیلم خود را به عنوان یک هنرپیشه رزمی ارائه داد.

## انتقادها
نظرات منتقدان برای این فیلم مختلف بود.